# Agostino Burgarella
Agostino Burgarella (Trapani, 24 settembre 1884 – Trapani, 23 novembre 1959) è stato un ingegnere e politico italiano.

## Biografia
Ingegnere navale e imprenditore. Esponente della famiglia trapanese Burgarella che operava nel settore del tonno e delle saline. Dal 1926 al 1930 fu presidente del Trapani Calcio.
Dal 1932 al 1933 fu consultore (assessore) comunale di Trapani . Fu poi podestà di Trapani dal 1933 al 1936 per il Partito Nazionale Fascista.
Morì il 23 novembre 1959, all'età di 75 anni.